# نبرد تورنوو
نبرد تورنوو (انگلیسی: Battle of Tornow) نبردی در زمان جنگ هفت ساله و در ۲۶ سپتامبر ۱۷۵۸ بود که میان پادشاهی پروس و سوئد در نزدیکی فورستنبرگ/هاول در آلمان کنونی رخ داد.
ارتش پروس به فرماندهی ژنرال کارل هاینریش فون ودل وظیفه دفاع از برلین را برعهده داشتند.ودل به نیروهای سواره‌نظام دستور داد تا حمله سنگینی را به نیروهای ارتش سوئد مستقر در تورنوو در نزدیکی فورستنبرگ/هاول انجام دهند.سوئدی‌ها در شش حمله شجاعانه از خود دفاع کردند اما بخش اعظم سواره‌نظام ارتش سوئد نابود شد و پیاده‌نظام سوئد مجبور به عقب‌نشینی شد.